# Katedralen i Gospić

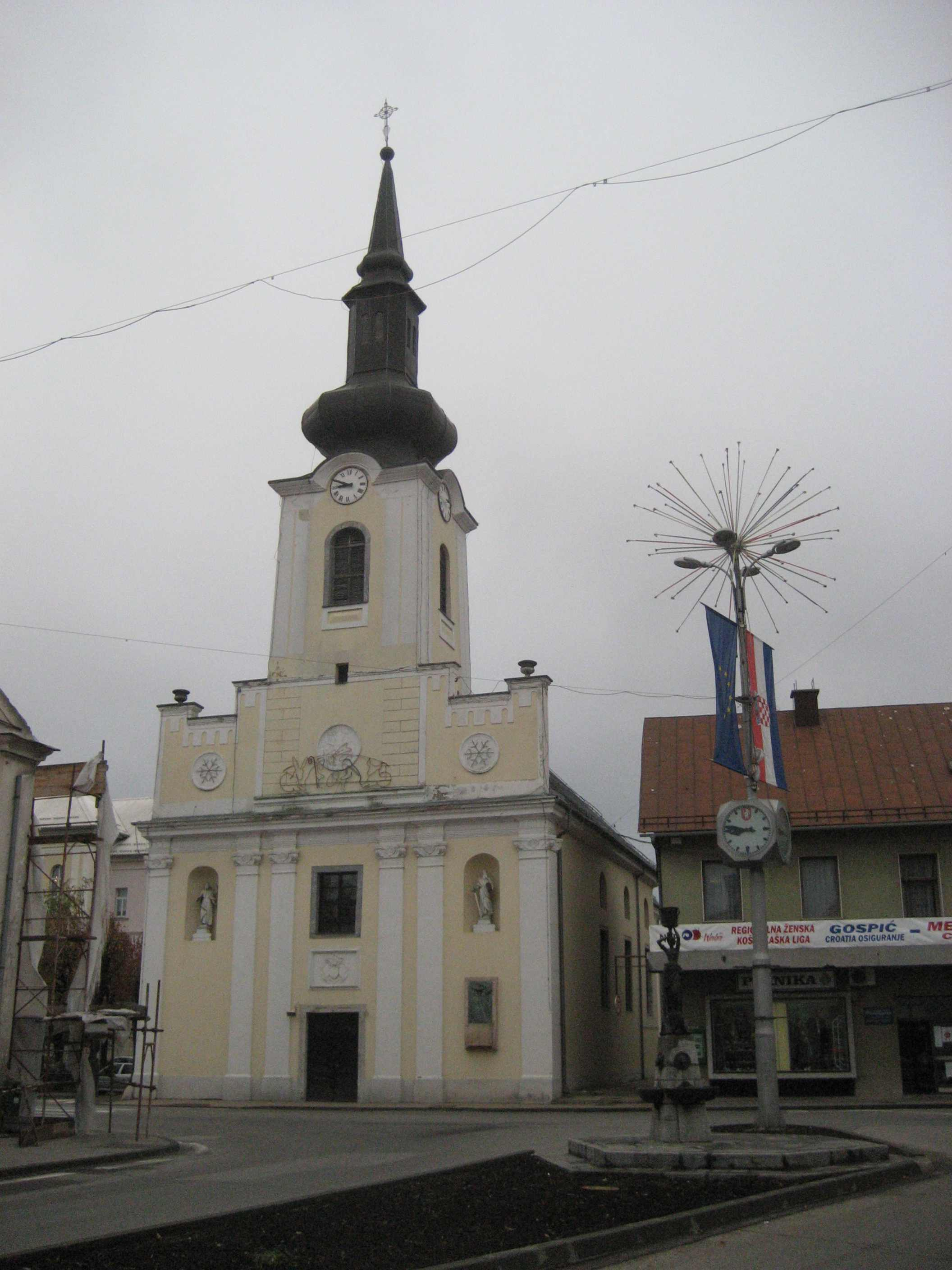
Katedralen i Gospić.

Katedralen i Gospić är en katedral i staden Gospić i Kroatien och är säte för biskopen av stiftet Gospić-Senj. 
Tidigare var katedralen en församlingskyrka i Rijekas ärkestift men blev säte för ett eget stift inom den romersk-katolska kyrkan i Kroatien den 25 maj 2000. Katedralen byggdes mellan 1781 och 1783 och är utförd i barockstil. Katedralen skadades under det kroatiska självständighetskriget (1991-1995) men har reparerats och stod klar 1999.